# Мах (худат)
Мах (Макат) (д/н — 655/659) — худат (володар) Бухарської держави до 655/659 року.

## Життєпис
Відомості про нього вкрай обмежені. Ймовірно був сином або іншим родичем худата Кана. За його панування Пайкендський уділ фактично розпався, а в кожному з міст Бухарської оази посів власний худат.
Мах відомий насамперед зведенням великого базару в Бухарі, що свідчить про збереження міста як важливого торгівельно-посередницького центру. Цей базар згадується ще у X ст.
Помер або був повалений тюрком Бідуном, що заснував власну династію Бухархудатів.